# Битка код Вијер-Бокажа
Битка код Вијер-Бокажа (13. јун 1944. год.) је била сукоб између немачких и британских снага током битке за Нормандију у Француској за време Другог светског рата.
Рано изјутра 13. јуна, делови оклопног пука (еквивалент тенковског батаљона у другим армијама) и моторизовани батаљон (механизована пешадија) британске 7. оклопне дивизије приближавали су се француском градићу Вијер-Бокаж из правца северозапада. Немачки тенковски командир Михаел Витман се налазио у близини града са малом јединицом састављеном од шест тенкова типа Тигар. У једној од најуспешнијих акција малих јединица током рата, Витман је извршио јуриш на британску колону и раздвојио је на делове, након чега је са кратког одстојања уништио велики број британских возила крећући се паралелно са британском колоном у правцу ка граду. Други тенкови из његове јединице су својом акцијом такође допринели британским губицима који су били тешки.
Значај ове битке лежи у чињеници да су савезници пропустили прилику да на самом почетку кампање у Нормандији заузму Кан који је био један од најзначајнијих циљева британске 2. армије. Заузимање Кана у комбинацији са малим мостобранима преко реке Орне, које су заузеле и држале британске ваздушно-десантне снаге на Дан-Д омогућило би Савезницима да значајно ојачају своје позиције на источном крилу мостобрана.

## Уводни догађаји
Недељу дана након искцрцавања од 6. јуна 1944. године. Савезничке снаге напредовале су у дубину континента водећи жестоке борбе са немачким снагама. Западно од Кана, снажан напад америчке 1. пешадијске дивизије у правцу Комон л'Евантеа приморао је остатке 352. пешадијске дивизије на повлачење ка Сен Лоу, због чега је бок немачке Панцер Лер оклопне дивизије остао потпуно изложен. Део немачке линије фронта је био небрањен. Брзо искоришћавање овакве ситуације на фронту омогућило би савезничким снагама да онемогуће даљу немачку одбрану у Нормандији.
Британски генерал Монтгомери, одлучио је да искористи ову прилику и наредио је британској 7. оклопној дивизији да изврши обилазак положаја немачке Панцер Лер дивизије и изврши изненадни напад у њеној позадини. На правцу британског напредовања, на раскрсници путева који су водили североисточно у правцу Кана, налазио се мали француски градић Вијер-Бокаж; уколико би град (и високо земљиште у близини познатије под називом Кота 213) били заузети и држани, британске оклопне јединице могле би да наставе са напредовањем североисточно, иза немачке линије фронта. Уколико би британски напад текао по плану, створила би се могућност за заузеће Кана.
Британци нису били обавештени о присуству 2. чете тешких тенкова немачког 101. СС тешког тенковског батаљона (101 Schwere SS-Panzer-Abteilung), под командом Михаела Витмена, који је добио наређење да заузме и брани Коту 213, која је надвисивала пут ка Вијер-Бокажу. Након што је Витманова јединица састављена од пет тешких тенкова Тигар и једног тенка Панцер IV ноћу заузела положај како не би била опажена из ваздуха, британци су је уочили на 150 m јужно од РН 175. Британске јединице које су послате да заузму Вијер-Бокаж и Коту 213 биле су сачињене од појачане тенковске чете и моторизоване пешадијске чете; укупно око 200 оклопних возила.

### Савезничке снаге
- 8. пук краљевих Краљевских ирских хусара
- 4. пук Јоменри града Лондон; са задатком да заузму и брани Коту 213.
- 1/7 батаљон краљичиног Краљевског пука; са задатком да заузме излазе из Вијер-Бокажа (осим излаза у правцу Л'Еглиза. Штаб батаљона је био лоциран у дну Вијер-Бокажа. Чета „А“ је била распоређена у близини железничке станице. Чета „Б“ је била распоређена у центру града. Чета „Ц“ је била распоређена у Пастеровој и Клемансоовој улици. Чета „Д“ је била распоређена у близини гробља.)
- 5. краљевски тенковски пук: са задатком да заузме и брани подручје Мезонсел-Пелви (3 km југозападно) јужно од пута Д71 који повезује Комон са Вијером и Котом 142 која надвисује град при дну долине.
- 5. пук краљевске коњичке артиљерије; са задатком да заузме и брани друге излазе из града: Батерија наоружана самоходним артиљеријским возилима Секстон је имала задатак да заузме положај северно од Д71 и у малој долини којом пролазе путеви за Кодро и мост Шоке.
- 1. стрељачка бригада, чета „А“

Ове јединице су биле саставни део или су биле придодате 22. оклопној бригади под командом бригадира В. Р. Н. Хиндија.

### Немачке снаге
- 2. тешка тенковска чета (Тигрови број 221, 222, 223, 231, 233 и 234) из састава 101. СС тешког тенковског батаљона

Касније су им се придружили:
- 1. чета тешких тенкова 101. СС тешког тенковског батаљона
- Делови Панцер Лер дивизије

## Почетни потези
У тренутку отпочињања битке, Вијер-Бокаж и Кота 213 су били слободни због чега су обе стране јурнуле у покушају да заузму ово узвишење и тако стекну тактичку предност. Док су британске снаге прво ушле у Вијер-Бокаж, Витманова јединица заузела је Коту 213 одакле је могла да прати покрете британских јединица.
Британске снаге у граду су имале лош тактички распоред и имале су проблема са кретањем јединица због тога што су градске улице биле закрчене становницима који су поздрављали ослобођење. Посаде четири тенка командне групе су паркирале своја возила и напустиле их. Људи и возила из борбене групе нису успоставили кружну одбрану као што је то доктрина налагала, а заузети положаји су били лоше обезбеђени. Британске снаге нису чак ни извршиле извиђање Коте 213. После заузимања града, комбинована британска група, састављена од тенкова и пешадије, упућена је да заузме Коту 213.
Витман је посматрао колону британског 4. пука Јоменри града Лондона како напушта Вијер-Бокаж и напредује са тенковима у збијеном поретку у правцу Коте 213. У одређеном тренутку, британски тенкови који су били на челу колоне, зауставили су се без заузимања одбрамбеног поретка како би пропустили полугусеничаре и транспортере са пратећом пешадијом. У ситуацији у којој претходно није било извршено извиђање терена, ово је била катастрофална грешка.
Витман је уочио своју прилику и одлучио је да нападне са једним тенком између Коте 213 и Вијер-Бокажа како би одсекао сквадрон „А“ од остатка 4. пука Ј. г. Лондона. Витман је рачунао на елемент изненађења како би нанео што теже губитке Британцима до доласка појачања. Описијући своју акцију Витман је касније рекао: „Нисам био у могућности да прикупим своју чету. Морао сам да реагујем веома брзо јер сам претпоставио да нас је непријатељ лоцирао и да има намеру да нас уништи на полазним позицијама. Кренуо сам са својим тенком. Наредио сам да се преостала два тенка полако повлаче бранећи терен иза себе.“

## Битка
У 09.00 Витманов Тигар је отпочео напад. Неколико минута касније, у правцу ка Кану, уништио је три британска тенка, Шерман Фајерфлаја и Кромвела са десне и још један тенк са леве стране, настављајући ка Вијеру без застајкивања притом уништавајући лако оклопљена возила стрељачке бригаде. Током ове акције уништио је девет полугусеничара, четири Карден Лојд транспортера, још два транспортера и два против-тенковска топа од 6 фунти, а затим је уништио три лака тенка типа Стјуарт и још један полугусеничар. Приликом уласка у Вијер-Бокаж, Витманов тенк уништио је три од четири тенка Кромвел који су заузимали положај на Лемониер фарми.
Наставио је са напредовањем дуж улице Клемансо где је уништио још два командна Шерман тенка из 5. пука краљевске коњичке артиљерије, а затим је уништио један извиђачки аутомобил и полугусеничара. По изласку на трг Жан Д'Арк, Витман се нашао насупрот Шермана Фајерфлај наредника Локвуда из сквадрона „Б“. Фајерфлај, који је са својим топом од 17 фунти био једини савезнички тенк који је био способан да пробије фронтални оклоп немачког Тигра, испалио је четири гранате у правцу Витмановог Тигра. Једна граната је погодила циљ, али је Тигар узвратио ватру и прецизним поготком одвалио добар део Шермановог оклопа. Тигар је претрпео само лакше оштећење. Витман је затим направио полукруг и наставио са напредовањем низ улицу Клемансо. Преостали Кромвел тенк који је командовао капетан Диас, отворио је ватру из свог топа од 75 mm и двапут је погодио Витманог тенк али без икаквог ефекта. Узвраћајући ватру, Витманов тенк је једним хицем избацио Кромвела из строја.
Крећући се ка излазу из Вијер-Бокажа, Витманов тенк погођен је у леву гусеницу гранатом из британског против-тенковског топа од 6 фунти због чега се зауставио на улици испред радње Хуе-Годфроа. Верујући да Тигар може бити извучен и поправљен, Витман и чланови његове посаде су напустили тенк и пешице се упутили ка изласку из града.
Превалили су седам километара пешке пре него што су ступили у контакт са штабом Панцер Лер дивизије. У то време, 15 немачких тенкова Панцер IV из II батаљона 130. пука, под командом капетана Хелмута Ритгена, напустило је Орбоа и запутило се у правцу Вијер-Бокажа са задатком да блокира северни излаз из града. Међутим, пре него што су стигли до свог циља дошли су под ватру британских противоклопних топова због чега су морали да обуставе даљи напредак. Фриц Бајерлин, командант Панцер Лер дивизије наредио је тенковима Панцер IV да се повуку и регрупишу. Тенкови су се запутили у правцу замка Парфур на Одону где је након поправке преостало 14 борбено способних тенкова који су поновили напад под командом Ханеса Филипсена; четири тенка са југа и десет тенкова дуж улице Клемансо. Обе групе су током борби изгубиле по два тенка.
Витман се у свом швимвагену превезао до Коте 213 где му се придружио командант 1. чете, Карл Мобиус, са којим је испланирао други напад који је требало да изведе 101. СС тешки тенковски батаљон. Тенкови 1. чете ушли су у град дуж Евреси пута и придружили су се тенковима Панцер Лер дивизије који су се налазили на градској пијаци. Снаге су распоређене тако да покрију део града од Пастерове улице ка тргу Жан Д'Арк, у улици Емил Самсон и према раскрсници са улицом Жан Беком и Жофр булеваром. Међутим, Британци су имали довољно времена да се реорганизују и да започну са пружањем организованог отпора. Један британски противтенковски топ од 6 фунти из 1/7 краљичиног пука, позициониран у улици Жан Бекон, успео је да погоди три тенка Тигар од којих је само један извучен и поправљен.

## Последице
Британске јединице су у првој фази напада претрпеле тешке губитке али су успеле да задрже град у својим рукама, а самим тим и стратешки важно раскршће путева. Немци су прекинули додир са британски снагама али су касније извршили више жестоких контранапада у правцу Вијер-Бокажа.
Британци су имали више начина да подрже своје јединице током борби у рејону Вијер-Бокажа. Амерички артиљеријски осматрач који је пратио британске снаге координирао је снажним артиљеријским баражом који је одбио један од немачких напада. Неколико пешадијских бригада је могло у кратком року бити ангажовано за одбрану Вијер-Бокажа, али Хајнди није затражио њихову употребу. Командант дивизије Џорџ Ерскин је такође могао затражити ове бригаде, али то није учинио. Чак ни командант корпуса Џерар Бакнеил, нити командант британске 2. армије Демпси нису послали појачање јединицама у Вијер-Бокажу. У 16.00 командант 4. пука Ј. г. Лондона наредио је повлачење из града.
Повлачење из Вијер-Бокажа је окончало британска надања да ће успети да поремете немачку линију фронта јужно од Кана. Историчари сматрају да је због лошег спровођења плана пропуштена велика прилика. Демпси је касније приметио да „је целокупно командовање битком било срамотно“.
Ерскин и Бакнејл су смењени са дужности почетком августа, након још једног неуспелог покушаја да заузму Вијер-Бокаж и Оно током операције Блукоут. Бригадир Хајнди и командир краљевске артиљерије 7. оклопне дивизије су такође смењени са дужности.

## Губици
Британски губици током битке износили су:
- 8. пук краљевих краљевских ирских хусара: неколико лаких тенкова Стјуарт
- 4. пук Јоменри града Лондона: 8 Кромвела, 4 Шермана Фајерфлај, 3 Стјуарта, 1. полугусеничар и 3 извиђачка возила
- Стрељачка бригада: 9 полугусеничара, 2 Брен транспортера, 4 Карден-Лојд транспортера
- 5. пук краљевске коњичке артиљерије: 2 Кромвела, 1 Шерман.

Немачки губици су износили 6 Тигрова који су избачени из строја (од којих су три касније поправљена) и 5 тенкова Панцер IV.